# Vere Ponsonby, 9:e earl av Bessborough
Vere Brabazon Ponsonby, från 1920 9:e earl av Bessborough, född 27 oktober 1880, död 10 mars 1956, var en brittisk politiker och affärsman.
Bessborough blev 1903 barrister, var 1910 och 1913-1920 konservativ ledamot av underhuset. Han var stabsofficer under första världskriget och från 1931-1935 generalguvernör i Kanada. Bessborough var en av Storbritanniens ledande finansmän under mellankrigstiden.